# Mini koncert
A Mini koncert a Mini együttes 1980-ban megjelent koncertalbuma. 1993-ban CD-n is megjelent. A felvétel a Pestszentlőrinci Ifjúsági Parkban készült, 1980. június 8-án. A lemezen közreműködik: Závodi János.

## Dalok
1. Fekete gép (Németh – Török)
2. Ne hátrálj! (Hajdú – Török)
3. Kolduskirály (Hajdú – Németh – S. Nagy)
4. Senki sem vehet el tőlem semmit (Németh – S. Nagy)
5. Kereszteslovag (Papp – Török)
6. Kell a barátság (Németh – Török  – S. Nagy)
7. Vissza a városba (Török)
8. Gőzhajó (Papp – Török)
9. Játék–rock (Németh – Török)

## Közreműködött
- Török Ádám – ének, fuvola, csörgő, kolomp
- Németh Károly – fender–zongora, szintetizátor
- Kunu László – basszusgitár
- Balogh Jenő – dob
- Závodi János – gitár